# Zátor
Zátor (en allemand : Seifersdorf ; en polonais : Zator) est une commune du district de Bruntál, dans la région de Moravie-Silésie, en République tchèque. Sa population s'élevait à 1 171 habitants en 2021.

## Géographie
Zátor est arrosée par l'Opava et se trouve à 11 km au sud-ouest de Krnov, à 11 km au nord-est de Bruntál, à 54 km au nord-ouest d'Ostrava et à 226 km à l’est de Prague.
La commune est limitée par Brantice au nord et au nord-est, par Lichnov au sud-est, par Milotice nad Opavou au sud-est, et par Nové Heřminovy et Čaková à l'ouest.

## Histoire
La première mention écrite de la localité date de 1377.

## Administration
La commune se compose de deux quartiers :
- Zátor
- Loučky

## Transports
Par la route, Zátor se trouve à 13 km de Krnov, à 15 km de Bruntál, à 69 km d'Ostrava et à 300 km de Prague.